# Яровий Михайло Михайлович (військовик)
Михайло́ Миха́йлович Ярови́й (19 вересня 1977 — 13 серпня 2018) — солдат Збройних сил України, учасник російсько-української війни.

## Життєпис
Народився 1977 року в місті Кіровоград (сучасний Кропивницький). Закінчив ВПТУ № 4 за спеціальність слюсаря-ремонтника 3-го розряду; пройшов строкову службу. Працював на заводі «Червона зірка», підприємстві «Креатив» та інших приватних підприємствах Кропивницького.
19 квітня 2018 року призваний на військову службу, після навчання в 169-му НЦ «Десна» 3 липня підписав контракт і прибув до 28-ї бригади. Солдат, гранатометник 2-го відділення 3-го взводу 9-ї роти 3-го механізованого батальйону.
13 серпня 2018 року загинув під вечір від множинних осколкових поранень внаслідок підриву на міні в районі міста Мар'їнка — під час переміщення на спостережному посту почув постріл і пішов перевірити.
16 серпня 2018-го похований на Почесній Алеї Рівнянського кладовища Кропивницького.
Без Михайла лишилися мама (* 1939), цивільна дружина і неповнолітня дитина.

## Нагороди та вшанування
- указом Президента України № 316/2018 від 11 жовтня 2018 року «за особисту мужність і самовіддані дії, виявлені у захисті державного суверенітету та територіальної цілісності України, зразкового виконання військового обов'язку» — нагороджений орденом «За мужність» III ступеня (посмертно)[1].